# Union von Vilnius und Radom
Die Union von Vilnius und Radom umfasste eine Reihe von Abkommen zwischen Litauen und Polen, die 1401 in Wilna geschlossen und vom Kronrat in Radom im selben Jahr bestätigt wurden. Sie ergänzten das Abkommen von Krewo und gaben dem Großherzogtum Litauen weitgehende innere Autonomie.  
Die Abkommen stärkten die Polnisch-Litauische Union und verbesserten vor allem die juristische Position des litauischen Fürsten Vytautas, der zum Großfürsten von Litauen ernannt wurde. Sie bestimmten, dass im Falle des Todes von Vytautas Litauen an seinen Vetter, den Fürsten Jogaila, fallen würde. Falls Jogaila zuerst stürbe, müsste Vytautas bei der Wahl eines polnischen Königs konsultiert werden. Beide – Vytautas wie Jogaila – hofften Söhne zu zeugen, die sowohl das Königreich Polen wie das Großherzogtum Litauen erben würden. Es sollte schließlich Jogaila sein, der hierin Erfolg hatte. 
Die litauischen Bojaren bestätigten die Abkommen zuerst in Wilna, die polnischen Edelleute danach in Radom.  
Durch die Abkommen war es Vytautas möglich, eine Kampagne gegen seine früheren Verbündeten, den Deutschen Orden, zu beginnen. Dieser Konflikt mit dem Orden führte in der Folge zur Schlacht von Tannenberg (1410) und zur entscheidenden Niederlage des Ordens gegen die vereinigten polnisch-litauischen Heere. Im Jahre 1411 musste der Orden im 1. Thorner Frieden 1411 die Provinz Samogitien wieder an das Großfürstentum Litauen abtreten.
Nach dem siegreichen Feldzug der Polnisch-Litauischen Union gegen die Deutschen Orden 1410 wurde 1413 die Union von Horodło geschlossen, die die beiden Landesteile noch stärker miteinander verband. 